# ᄛ
ᄛ(가벼운리을)은 한글 낱자 ㄹ과 ㅇ을 쌓아 놓은 것이다.
실제 사용된 예는 없으며, 혀를 윗잇몸에 잠깐 대어 내는 반설 경음(치경 탄음)이다. 훈민정음 혜례본에서 합자해에 나와 있는 소리로, ㄹ보다 가볍게 소리내라는 뜻이다.1

## 코드 값
| 종류                  | 종류           | 글자   | 유니코드 | HTML     |
| --------------------- | -------------- | ------ | -------- | -------- |
| 한글 호환 자모        | 한글 호환 자모 | (없음) | (없음)   | (없음)   |
| 한글 자모 영역        | 첫소리         | ᄛᅠ     | U+111B   | &#4379;  |
| 한글 자모 영역        | 끝소리         | ᅟᅠퟝ     | U+D7DD   | &#55261; |
| 한양 사용자 정의 영역 | 첫소리         |     | U+F7A7   | &#63399; |
| 한양 사용자 정의 영역 | 끝소리         |     | U+F8A9   | &#63657; |
| 반각                  | 반각           | (없음) | (없음)   | (없음)   |